# Taos Bertrand
Taos Bertrand est une danseuse et chorégraphe française de danse contemporaine née le 8 juillet 1989 à Paris. 

## Biographie
D'origine algérienne, Taos Bertrand est adoptée par des parents installés à Neuville-de-Poitou. Elle grandit à Poitiers et découvre la danse au lycée Camille-Guérin puis suit des études de philosophie et de littérature en classes préparatoires et à la Sorbonne. Elle débute un cursus en danse contemporaine au Conservatoire des Abbesses de Paris.
Elle est interprète pour des chorégraphes, metteurs en scènes et plasticiens dont Olivier Dubois, François Stemmer, Jean-Luc Verna, le collectif (La)Horde.
Elle danse et accompagne l’artiste pop Christine and the Queens durant ses concerts.
Elle fonde la compagnie RADAR et signe des pièces comme Orages en collaboration avec le plasticien Patrick Laffont qui s’ancre dans son expérience de personne née sous X puis Rafales, pièce ondulatoire pour deux performers et un compositeur de musique électronique, pour laquelle elle est lauréate de la bourse d’écriture de la Fondation Beaumarchais-SACD.
Elle présente Inside your bones, installation performative et sonore en collaboration avec l’artiste sonore Jean-François Laporte et l’ensemble instrumental Ars Nova.
Taos Bertrand conçoit et danse dans le film d'art Warm Up Session, produit par Lafayette Anticipations.
En 2019, elle est lauréate de la Villa Kujoyama à Kyoto, son projet Vestiges, solo qui porte sur l’étude des rituels funéraires et du théâtre Noh. À son retour du Japon elle présente La fin des forêts, pièce pour quatre interprètes et l’artiste sonore PYUR.
En 2021, elle collabore avec le pianiste japonais Koki Nakano, et danse dans un chantier du métro Grand Paris Express pour l'artiste Luz Moreno, et son projet photographique Dialogue Dansé,.
Elle chorégraphie les clips de jeunes interprètes comme Terrenoire ou The pirouettes.
En juillet 2022, il danse dans Tragédie New Edit de Olivier Dubois et crée Promettre, duo co-écrit avec Erwan Larcher pour Vive le sujet du Festival d’Avignon.
Elle crée Tanit, quatuor, à l’occasion de la Nuit blanche 2022 à l’invitation du centre d’art de Malakoff.

## Spectacles

### Chorégraphe
- 2015 : Orages
- 2017 : Rafales
- 2019 : Inside Your Bones
- 2020 : Vestiges[20]
- 2022 : La Fin des forêts
- 2022 : Tanit pour la Nuit blanche
- 2022 : Promettre, co-écrit avec Erwan Larcher[21]

### Interprète
- 2011 : La princesse de Milan de Karine Saporta, Maison des Arts de Créteil et tournée[22]
- 2012 : Tragédie de Olivier Dubois, Festival d'Avignon et tournée
- 2013 : Au nom du père de Ingrid Florin, Centre Culturel Jacques Tati (Amiens)
- 2013 : Seventeen de François Stemmer, Point Éphémère (Paris)
- 2015 : Orages de Benjamin Karim Bertrand, [À Corps] (Poitiers)
- 2015 : Les Garçons sauvages de Camille Ollagnier, Festival Les Hivernales (Avignon) et tournée
- 2016 : Auguri de Olivier Dubois, Internationales Sommerfestival Kampnagel (Hambourg) et tournée
- 2017 : À mon corps défendant, mise en scène Marine Mane, Le Manège de Reims et tournée
- 2017 : Uccello, uccellacci & The Birds de Jean-Luc Verna, Ménagerie de verre et tournée
- 2017 : Rafales de Benjamin Karim Bertrand, tournée
- 2019 : Inside Your Bones de Benjamin Karim Bertrand, [À Corps] (Poitiers)
- 2020 : Vestiges de Benjamin Karim Bertrand, Ménagerie de verre et tournée[23]
- 2022 : Promettre de Benjamin Karim Bertrand et Erwan Larcher, Festival d'Avignon et tournée
- 2022 : Tragédie, new edit de Olivier Dubois, Festival de Marseille et tournée